# Bodegas Beronia
El nombre de Beronia enlaza con la historia de las tierras sobre las que se asienta. En el siglo III a. C., la zona conocida hoy como La Rioja estaba habitada por los berones, un pueblo guerrero celta, cuyos primeros poblados en Tricio, Varea y Leiva, demarcaron los límites de la región de Beronia, lo que hoy es La Rioja.
Beronia es fundada en el año 1973 por un grupo de empresarios, amigos entre sí, y en 1982 se integra en la “Familia de Bodegas de González Byass”. Hoy, Beronia es una bodega española que elabora sus vinos al más puro y tradicional estilo de Rioja.

## El viñedo
Rodeando la bodega se encuentran veinticinco hectáreas de viñedo propio. Además, el equipo técnico de Beronia controla ochocientas setenta hectáreas de viñedos especialmente seleccionados, situadas en un radio de diez kilómetros y de las cuales cincuenta son de más de sesenta años, siendo la edad media del viñedo en torno a los 30 años.
Todas las uvas que se utilizan en la elaboración de los vinos de Beronia se obtienen de viñedos que se seleccionan cuidadosamente, parcela por parcela. Los acuerdos con los más de doscientos viticultores que les proveen son de largo plazo y con una cooperación constante durante todo el año. 
Beronia tiene viñedos prefiloxéricos de más de cien años así como viñas plantadas cuando se creó la bodega, hace más de cuarenta años y nuevas plantaciones de la primavera de 2011.
Las variedades de uva con las que trabaja la bodega son las autorizadas en la D.O.Ca. Rioja, encontrándose Tempranillo, Graciano, Mazuelo, Garnacha y Viura. Es destacable que más del ochenta y cinco por ciento de nuestros viñedos están plantados con la noble variedad tinta “Tempranillo”. Los rendimientos máximos son de 6.500 kg. por hectárea para variedades tintas y 9.000 kg. por hectárea para blancas.
Además, Bodegas Beronia promueve una agricultura sostenible a todos los niveles, y la protección de medio ambiente es una constante, además, algunos de nuestros viñedos están calificados como ecológicos.

## Elaboración y crianza de los vinos
Bodegas Beronia elabora una “Línea clásica” compuesta de: Crianza, Reserva, Gran reserva y dos vinos jóvenes, un blanco de Viura y un rosado de Tempranillo. 
Además posee una “Colección de vinos varietales”: BeroniaViura Fermentado en barrica, Beronia Graciano, Tempranillo Elaboración Especial, y Beronia Mazuelo Reserva, siendo la única bodega riojana que elabora este último vino de la variedad Mazuelo con categoría de reserva. Esta gama se complementa con Beronia Selección 198 Barricas, una reserva fruto sólo de excelentes añadas; su vino de alta expresión, Beronia III a. C. que rinde homenaje al origen de La Rioja y Beronia Viñas Viejas, un vino de autor elaborado a partir de las mejores uvas Tempranillo de las viñas más viejas que ya estaban plantadas cuando se fundó la bodega.
El 95% de los vinos de Beronia son tintos, con vocación de realizar largas crianzas en barricas de roble francés, roble americano, o roble mixto, que tienen las duelas de roble americano y los fondos de roble francés, que aportan al vino una mayor complejidad de sensaciones.
En la nave subterránea, con temperatura y humedad idóneas, reposan los vinos tintos, que realizan su crianza en casi treinta mil barricas, que cada cuatro meses se trasiegan. Un importante factor de calidad es la edad media de las barricas, de tan sólo cuatro años. La madera ennoblece al vino, aunque, posteriormente, los vinos tintos de la bodega realizan una crianza en botella, donde alcanzan la finura y equilibrio necesario antes de salir al mercado.

Botella de Beronia Reserva 2001

- Datos: Q20015460
- Multimedia: Bodegas Beronia / Q20015460